# Paul Nettl
Paul Nettl (ur. 10 stycznia 1889 w Vrchlabí, zm. 8 stycznia 1972 w Bloomington w stanie Indiana) – amerykański muzykolog pochodzenia czeskiego.

## Życiorys
Studiował na Deutsche Universität w Pradze, gdzie uzyskał doktorat z prawa (1913) i muzykologii (1915). Służył w armii w czasie I wojny światowej. Po demobilizacji podjął pracę na Deutsche Universität, gdzie w 1920 roku uzyskał habilitację i objął kierownictwo instytutu muzykologii. Od 1933 roku był dyrektorem muzycznym czeskiego Deutscher Rundfunk. W 1939 roku wyemigrował do Stanów Zjednoczonych, w 1945 roku uzyskał obywatelstwo amerykańskie. Początkowo wykładał w Westminster Choir College w Princeton, następnie w Nowym Jorku i Filadelfii. W latach 1946–1959 był profesorem muzykologii na Indiana University w Bloomington. W swojej pracy naukowej zajmował się muzyką XVII i XVIII wieku, w tym twórczością W.A. Mozarta i Ludwiga van Beethovena, historią muzyki w Austrii i Czechach oraz historią tańca.
Jego synem był etnomuzykolog Bruno Nettl.

## Ważniejsze prace
(na podstawie materiałów źródłowych)
- Vom Ursprung der Musik (Praga 1918)
- Alte jüdische Spielleute und Musiker (Praga 1923)
- Musik und Tanz bei Casanova (Praga 1924)
- Musik-Barock in Böhmen und Mähren (Brno 1927)
- Der Prager Kaufruf (Praga 1930)
- Das Wiener Lied im Zeitalter des Barock (Wiedeń 1934)
- Mozart in Böhmen (Praga 1938)
- The Story of Dance Music (Nowy Jork 1947)
- The Book of Musical Documents (Nowy Jork 1948)
- Luther and Music (Nowy Jork 1948)
- Casanova und seine Zeit (Esslingen 1949)
- Goethe und Mozart: Eine Betrachtung (Esslingen 1949)
- The Other Casanova (Nowy Jork 1950)
- Forgotten Musicians (Nowy Jork 1951)
- National Anthems (Nowy Jork 1952)
- Beethoven Encyclopedia (Nowy Jork 1956; wyd. zrewid. pt. Beethoven Handbook 1967)
- Mozart and Masonry (Nowy Jork 1957)
- Beethoven und seine Zeit (Frankfurt nad Menem 1958)
- Georg Friedrich Händel (Berlin 1958)
- Mozart und der Tanz (Zurych 1960)
- The Dance in Classical Music (Nowy Jork 1963)
- Selected Essays, red. Ralph T. Daniel (Bloomington 1975)